# Diois (provincia)

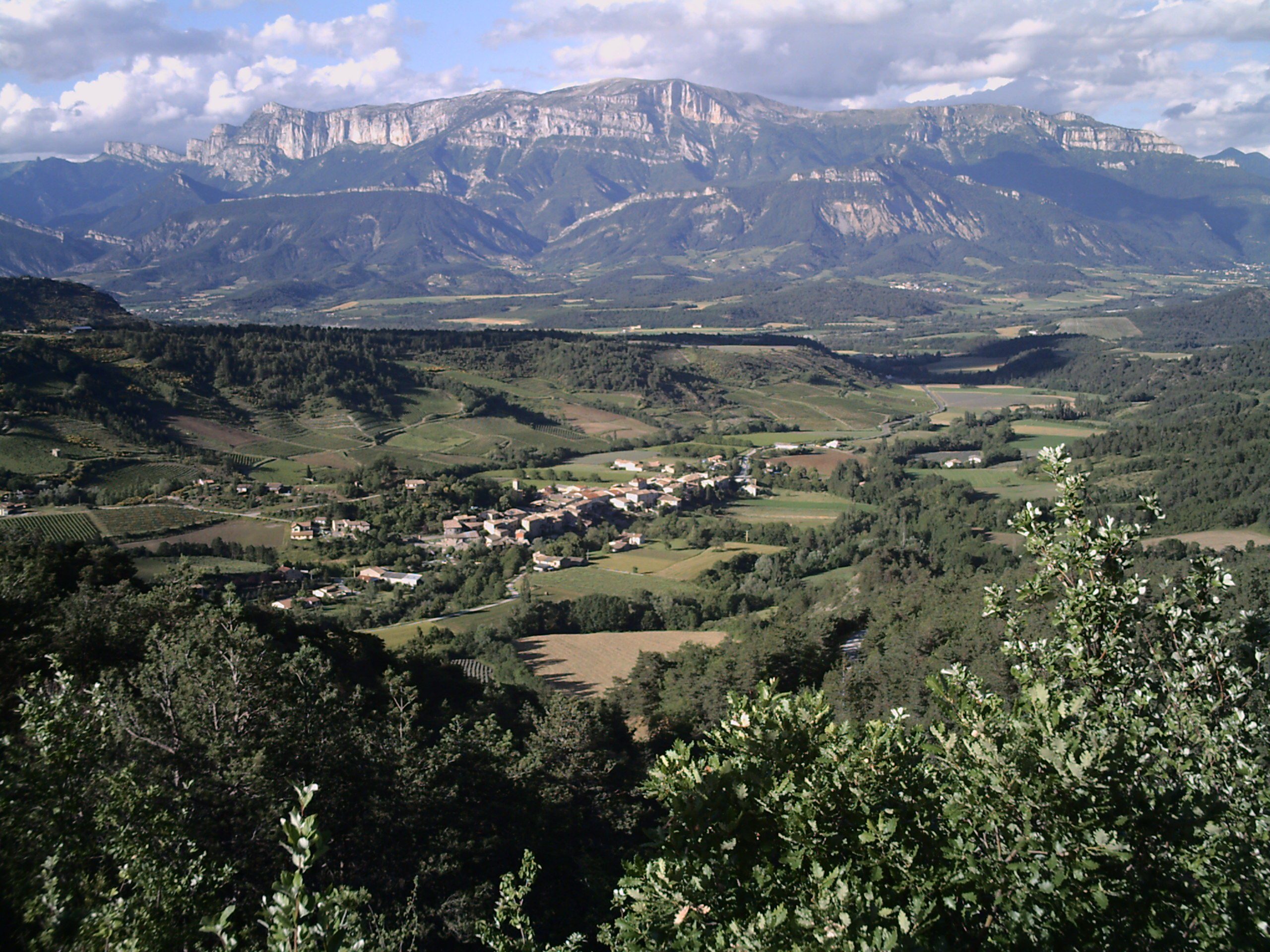
Diois visto da Barnave

Il Diois è un territorio storico e naturale nel dipartimento della Drôme nel Delfinato. Fa parte delle prealpi francesi e costituisce il bacino del fiume Drôme e dei suoi affluenti.
Geograficamente il Diois si trova a sud del massiccio del Vercors e a nord del massiccio del Diois e della Drôme provenzale.
La capitale di questo territorio è la città di Die, che costituisce una sotto-prefettura ai piedi della montagna de Glandasse, una barriera rocciosa a sud del Vercors che culmina a metri 2041. Due terzi di questo territorio sono compresi nel parco naturale regionale del Vercors.
Il Diois attualmente costituisce una comunità di comuni che comprende circa 10 000 abitanti.

## Storia
Nel Medioevo la contea di Diois fu annessa alla contea del Valentinois, seguendone le sorti.